# 伏拉佐辛

合成方法：

伏拉佐辛是一种有机化合物，分子式C18H25N，属于苯吗喃類阿片镇痛药，从未上市。